# Rives Dervoises
Rives Dervoises község Franciaország Grand Est régiójában, Haute-Marne megyében. Új községként 2016. január 1-jén jött létre Droyes, Longeville-sur-la-Laines, Louze és Puellemontier korábbi község egyesítésével.

## Népesség
| Lakosok száma | 1371 | 1350 | 1329 | 1327 | 1314 | 1306 |
|               | 2017 | 2018 | 2019 | 2020 | 2021 | 2022 |